# Задерацький Всеволод Всеволодович
Всеволод Всеволодович Задерацький (нар. 9 червня 1935) — російський музикознавець, син українського композитора Всеволода Петровича Задерацького.
Народився в Ярославлі. Закінчив історико-теоретичний та фортепіанний факультети Львівської консерваторії, аспірантуру Московської консерваторії (керівник — проф. В. В. Протопопов). Захистив кандидатську («Поліфонія в інструментальних творах Д. Шостаковича») і докторську («Поліфонічне мислення І. Стравінського») дисертації.
Викладав теоретичні дисципліни в Львівській консерваторії, в 1961—1967 — в Новосибірської консерваторії, в 1967—1980 — в Київській консерваторії (у 1968—1977 був проректором з наукової роботи). З 1980 викладає в Московській консерваторії, до 1990 — на кафедрі теорії музики (у 1981—1988 — декан теоретико-композиторського факультету), потім на композиторському факультеті. Професор.
У 1980-і роки був головним експертом з радянської сторони з організації масштабних фестивалів спільно з ФРН, працював в апараті Спілки композиторів СРСР на посаді голови комісії музикознавства і критики. З 1990 — віце-голова і секретар Спілки композиторів Росії.
Автор ідеї художньо-просвітницької програми «Нове передвижництво», за здійснення якої був удостоєний Державної премії Росії (2003).
Серед виданих книг — «Поліфонія в інструментальних творах Д. Шостаковича», «Поліфонічне мислення Стравінського», підручник у двох томах «Музична форма». У липні 2009 у видавництві «Композитор» вийшла книга В. В. Задерацького про батька — «Per aspera».